# Paul Polman
Paulus Gerardus Josephus Maria Polman, född 11 juli 1956 i Enschede, är en nederländsk affärsman.
Sedan 2009 har han varit verkställande direktör för det brittisk-nederländska konsumtionsföretaget Unilever. Polman har fått flera utmärkelser i företagsledningen i samband med arbetet inom hållbar utveckling.
I 2015 vann Polman Oslo Business for Peace Award.